# Defensina

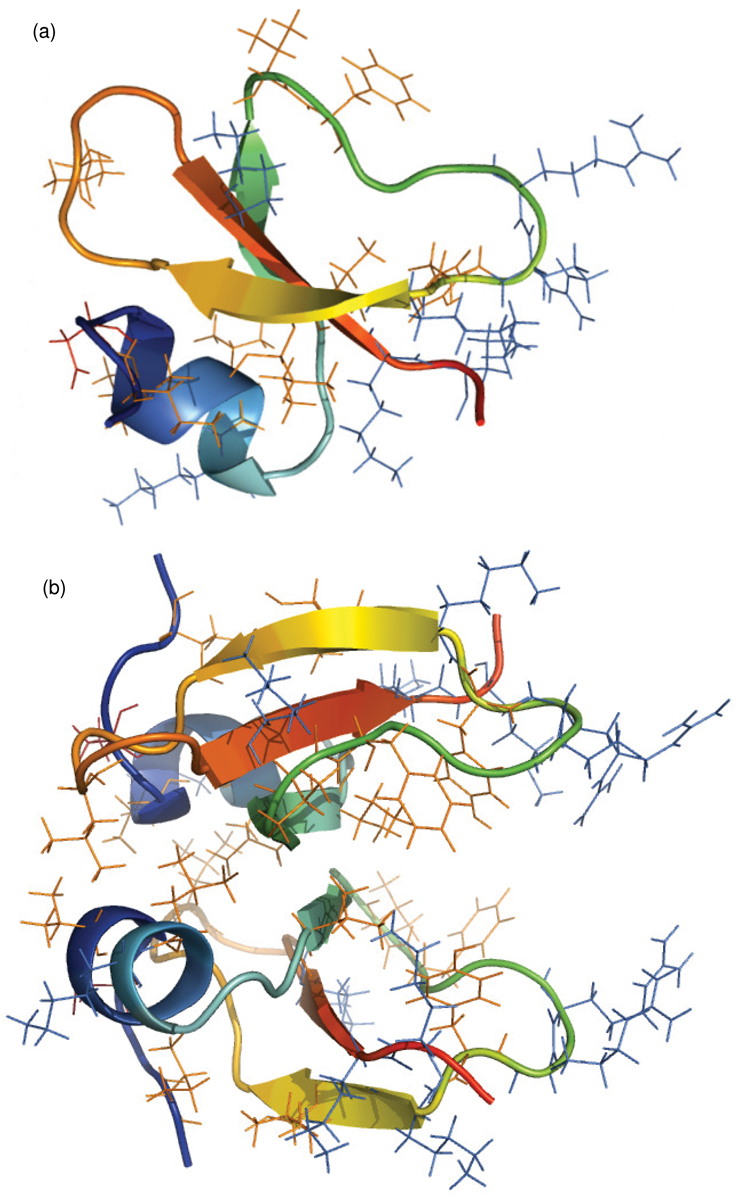
Estructures monomèrica i dimèrica de la beta-defensina humana HBD-2.

Les defensines són petites proteïnes de cisteïna riques en ions, que es troben en vertebrats i invertebrats i que funcionen com a antibiòtics. Es troben a la superfície de la pell. Són actives contra bacteris, fongs i virus enclaustrats. La majoria de les defensines actuen en penetrar la membrana plasmàtica microbiana per mitjà de l'atracció elèctrica i, un cop hi han penetrat, formen un porus a la membrana que permet la secreció.